# Асклетин (граф Аверсы)
Асклетин Дренго (Ascletin Drengo) (умер в 1045) — второй граф Аверсы (1045).
Асклетин был сыном Асклетина, графа Ачеренцы, и племянником Райнульфа I, первого графа Аверсы. После смерти Райнульфа был избран норманнами графом Аверсы и получил подтверждение своего титула от сюзерена Гвемара IV Салернского. Асклетину не удалось занять принадлежавшее его дяде герцогство Гаэта, где местное население избрало герцогом другого — Атенульфа Аквинского.
Асклетин умер через несколько месяцев после своего избрания на графский престол. Его наследником стал двоюродный брат Райнульф II.